# Metcalfia compacta
Metcalfia compacta là một loài thực vật có hoa trong họ Hòa thảo. Loài này được (Boiss. & Heldr.) Clayton mô tả khoa học đầu tiên năm 1985.